# Vireo plumbeus
Vireo plumbeus е вид птица от семейство Vireonidae.

## Разпространение
Видът е разпространен в Белиз, Гватемала, Мексико, Салвадор, САЩ и Хондурас.